# アメリカ合衆国国勢調査局
アメリカ合衆国国勢調査局（アメリカがっしゅうこくこくせいちょうさきょく、英: United States Census Bureau, 略称: USCB, 正式名称: Bureau of the Census）は、アメリカ合衆国商務省の一部局である。国勢調査は、合衆国法典第13編に規定されている。国勢調査局の役割とは国勢調査を最長でも10年に1度行い、連邦下院議会の議員定数の割り当てを定めることである。また、国の経済や人口のほかに世界人口など国際的なデータについても様々な統計を収集する業務を担っている。

## 概要

国勢調査地方部局担当地域

1903年以後、アメリカ合衆国の国勢調査は国勢調査局が担ってきた。長官の下、指揮系統は副長官1名と幹部職員が統括し、関連した省から選ばれた局員をまとめる。12の地方部局があり、10年ごとの国勢調査にあわせて臨時の部局を開設している。12の地方局はアトランタのほかダラス、ロサンゼルス、ボストン、デンバー、ニューヨーク、シャーロット、デトロイト、フィラデルフィア、シカゴ、カンザスシティ、シアトルに置く。
国勢調査の唯一の目的は、個人から国勢調査の回答を集め、汎用的な統計情報に処理することである。個人が特定できないようにしてプライバシー保護に努めることが法律で決められており、情報を漏らした調査員や国勢調査局職員は、懲役刑を含む処罰の対象となる。また国勢調査結果は誰もが閲覧できるが、例えば非常に人口の少ない地域のマイノリティーなど、個人が特定できてしまう恐れのあるデータは特定できない形式にして公表される。

## 4地域と9地区

国勢調査の地域・地区の公式分布図

国勢調査局はアメリカ合衆国を4地域（リージョン Region）に分割し、その下に9区域（ディビジョン Division）を配している。この便宜的な分割はあくまでも「データ収集ならびに分析を目標とし、その対象はあまねく広範……」であるといい、地理や歴史、文化などとは無関係である。次のように分割されている。
- 第1地域（北東部 Northeastern ）
  - 第一地区（ニューイングランド New England ）[注 1]
  - 第二地区（中部大西洋岸 Middle Atlantic ）[注 2][注 3]
- 第2地域（中西部 Midwestern）
  - 第三地区（中北部東（英語版） East North Central ）[注 4]
  - 第四地区（中北部西（英語版） West North Central ）[注 5]
- 第3地域（南部 Southern ）
  - 第五地区（大西洋側南部（英語版） South Atlantic ）[注 6]
  - 第六地区（南中部東（英語版） East South Central ）[注 7]
  - 第七地区（中南部西（英語版） West South Central ）[注 8]
- 第4地域（西部 Western ）
  - 第八地区（山岳諸州 Mountain ）[注 9]
  - 第九地区（太平洋諸州 Pacific ）[注 10]

### 注
1. ↑  第一地区＝コネチカット州、メイン州、マサチューセッツ州、ニューハンプシャー州、ロードアイランド州、バーモント州。
2. ↑  1984年6月に改称されるまで、中西部地区（現・第二地区）は「中部北」North Central Regionと呼ばれた[6]。
3. ↑  第二地区＝ニュージャージー州、ニューヨーク州、ペンシルベニア州。
4. ↑   第三地区＝イリノイ州、インディアナ州、ミシガン州、オハイオ州、ウィスコンシン州。
5. ↑  第四地区＝アイオワ州、カンザス州、ミネソタ州、ミズーリ州、ネブラスカ州、ノースダコタ州、サウスダコタ州。
6. ↑  第五地区＝デラウェア州、フロリダ州、ジョージア州、メリーランド州、ノースカロライナ州、サウスカロライナ州、バージニア州、ワシントンDC、ウェストバージニア州。
7. ↑  第六地区＝アラバマ州、ケンタッキー州、ミシシッピ州、テネシー州。
8. ↑  第七地区＝アーカンソー州、ルイジアナ州、オクラホマ州、テキサス州。
9. ↑  第八地区＝アリゾナ州、コロラド州、アイダホ州、モンタナ州、ネバダ州、ニューメキシコ州、ユタ州、ワイオミング州。
10. ↑  第九地区＝アラスカ州、カリフォルニア州、ハワイ州、オレゴン州、ワシントン州。